# Installations- und Gebäudetechnik
Installations- und Gebäudetechnik ist ein Modullehrberuf in Österreich mit einer Ausbildungsdauer von drei bis vier Jahren.

## Aufgaben
Installations- und Gebäudetechniker stellen die Versorgung von Gebäuden mit Wärme, Wasser und Luft sicher. Dazu planen und montieren sie Lüftungs-, Heizungs- und Wasserversorgungsanlagen, installieren Zu- und Ableitungen, Gasdurchlauferhitzer, Warmwasserspeicher und Klimaanlagen und kümmern sich um die Ableitung und Entsorgung von Abgasen und Abwässern.
Typische Arbeitgeber für Installations- und Gebäudetechniker sind Handwerksbetriebe, Unternehmen der Energie- und Wasserversorgung sowie Firmen, die auf Haus- und Versorgungstechnik spezialisiert sind.

## Ausbildung
Die Ausbildung im Modullehrberuf Installations- und Gebäudetechnik umfasst verpflichtend die zweijährige Ausbildung im Grundmodul Installations- und Gebäudetechnik und eine einjährige Ausbildung in einem der folgenden Hauptmodule:
- Gas- und Sanitärtechnik
- Heizungstechnik
- Lüftungstechnik

Zusätzlich kann in einem weiteren Ausbildungsjahr (im 4. Ausbildungsjahr) ein zweites Hauptmodul oder eines der folgenden Spezialmodule gewählt werden:
- Badgestaltung
- Ökoenergietechnik
- Steuer- und Regeltechnik
- Haustechnikplanung

Je nach Kombination ergibt sich entweder eine drei- oder vierjährige Lehrzeit.

## Anforderungen und Tätigkeiten
- Kundenberatung
- Ausmessen von Räumen, skizzieren von Verlegeplänen
- Verlegen und Abdichten von Rohren
- Zuschneiden und Bearbeitung von Rohrstücken und Rohrleitungsteilen
- Fräsen von Mauer-, Boden- und Deckendurchbrüchen
- Montage von Mess- und Regelgeräten, Pumpen, Entlüftern oder Armaturen
- Durchführung von Dichtheitsprüfungen
- Montage von Wand- und Deckenbefestigungen
- Montage und Wartung von Heizungs-, Warmwasser- und Wasseraufbereitungsanlagen sowie Be- und Entlüfungsanlagen
- Montage von sanitären Einrichtungen (Waschbecken, Duschen, Toiletten)
- Installation von Abwasser- und Abgasleitungen
- Generelle Wartungs- und Reparaturarbeiten